# Rumex nepalensis
Rumex nepalensis là một loài thực vật có hoa trong họ Rau răm. Loài này được Spreng. miêu tả khoa học đầu tiên năm 1825.